# Саліутас (Вільнюс)
Футбольний клуб «Саліутас» Вільнюс (лит. Futbolo klubas Saliutas Vilnius) — колишній литовський та радянський футбольний клуб з Вільнюса, що існував у 1945—1968 роках.

## Досягнення
- А-ліга/Чемпіонат Литовської РСР
  - Чемпіон (3): 1952, 1958—1959, 1967
  - Срібний призер (3): 1958, 1959—1960, 1965
  - Бронзовий призер (1): 1966
- Кубок Литви
  - Володар (2): 1952, 1963
  - Фіналіст (3): 1956, 1965, 1966.